# 교육철학
교육철학(敎育哲學, 영어: philosophy of education)은 교육학의 영역 중 교육을 왜 해야 하느냐, 교육을 왜 받아야 하느냐에 관한 영역으로 교육의 목적을 설명하는 영역이다. 교육철학에서는 교육의 개념이나 목적 등 교육에 관한 원리나 교육과 관련한 내용을 철학적으로 연구한다.

## 개요
교육철학의 성격에 대해서 어떤 사람은 교육에 대한 철학이라고 하기도 하고 또 어떤 사람은 교육적 철학으로 해석하기도 한다. 전자의 경우는 교육철학을 철학의 한 종류로 보는 견해이고, 후자의 경우는 교육이 철학을 규정하는 성격의 것으로 보는 견해이다. 미국 사람들은 '교육철학(philosophy of education)'이나 '교육적 철학(educational philosophy)'을 다 같은 의미로 사용하고 있는 것 같다. 교육철학은 실천학으로서의 교육의 의미만으로 정의(定義)할 수도 없고, 그렇다고 이론학으로서의 철학적 의미만으로 정의할 수도 없다. 또한 이름 그대로 '교육＋철학'과 같이 복합적인 성격을 띤 것으로 보는 사람도 있지만, 이런 경우는 교육과 철학의 결합이 아니고 오히려 두 성격의 분리에서 오는 이점(利點)보다도 반대결과가 나타나기 쉽다. 또 어떤 사람은 교육철학은 형이상학이나 인식론이나 가치론적인 철학적 방법을 교육에 응용하는 것이 전부인 것처럼 주장한다. 이러한 주장에서는 교육철학이란 일반철학의 한 시녀(侍女)격으로 떨어지므로 학(學)으로서의 독자성이 논의된다. 이리하여 교육철학은 그 학적인 지위에 대해서 대내·대외적으로 도전을 받고 있다. 교육학 내부에서의 도전은 교육심리 및 교육측정 등의 교육 제과학의 발전으로 교육목적의 설정이나 정책수립에 있어서 교육철학의 필요성을 인정하지 않으려는 태도이다. 그러나 교육과학의 사실적 지식의 단편적인 결과는 어떤 철학적 기준 아래 종합되고 일반성 있게 해석되어야 한다. 더욱이 심리학이나 사회학, 그리고 인류학과 같은 행동과학이 대상으로 하는 마음·사회·인간 등은 자연과학의 대상인 물질과는 달리 복잡하고 유동성 있는 반응이 가능하기 때문에 철학적 입장에서 교육연구나 교육실천이 이루어졌는가에 따라 큰 차이가 나타난다. 교육 밖에서의 도전이란 교육학은 철학적 방법의 차용자(借用者)이기에 독자성이 없다는 주장이다. 현대의 학문상의 제 방법은 상호융통, 그리고 공통점을 지니고 있다. 방법상의 근사성이나 동일성이 반드시 분야가 다른 학문현상의 독자성을 해친다는 생각은 독선적이다. 교육현상은 인간·사회·국가의 여러 현상 중에서도 가장 중요한 성격의 하나로서, 이 분야를 전문적으로 연구하는 교육철학의 학적인 의의는 크다고 본다. 더 나아가 교육학의 깊은 원리적인 연구의 결과는 일반철학의 방법상의 발전을 오히려 도와줄 수 있다. 사실에 있어서 일반철학자들이 그들 철학의 이론적 발전을 위한 소재를 교육에서 많이 찾았던 사실이 이를 뒷받침해 준다. 교육철학은 이런 뜻에서 앞서 언급된 어떤 견해와 같이 철학을 규정하는 교육적 철학이란 말에 해당한다. 듀이가 철학을 교육의 일반이론이라 하여 교육이론과 철학을 동일시하여 정의한 것은 이해가 간다.

## 역사
교육학은 이전까지 주로 철학적인 학문이었으므로 다양하게 분화하기 이전까지는 따로 교육철학이라는 학문이 존재하지 않았다. 그러나 경험과학적 연구가 두드러지게 나타난 19세기 후반부터는 교육학이 다양한 분야(교육과정, 교육공학 등)로 분화되면서 교육과학과는 다른, 사변적(思辨的) 교육학이 따로 분화되기 시작한다. 교육철학은 교육을 철학적으로 생각하고, 교육의 본질적 의미와 기본적인 문제를 전체적 · 체계적으로 구명(究明)하려는 노력의 산물로써 나타난 것이다.
이전의 교육철학은 교육 전반에 걸친, 특히 교육의 본질이나 이념에 관한 철학적 규명뿐만 아니라 교육의 목적이나 목표, 교육방법, 조직과 제도에 관한 경험 과학적 연구에도 몰두하였으나 경험 과학적 연구의 분화가 이루어지면서 견해에 따라 교육철학의 연구 범위에 대한 입장이 다양하다.

## 역할
교육철학은 첫째, 교육현상의 본질적인 추구와 원리적 이해를 통해 문제의 해결방향 모색과 목표설정을 위해 심각하고 어려운 질문을 던지고 이에 대한 해답을 찾는 노력이다. 이는 곧 인간과 사회 및 자연현상의 궁극적인 실재(實在)를 추구하는 형이상학적·인식론적·가치론적인 노력이다. 현대교육이 교육기술에 과도하게 치중한 나머지 교육현상에 대한 지엽적이고 피상적인 이해만이 계속되고 원리적인 탐구에는 소홀하다. 교육본질에 대한 명상이나 서로 갈등하는 가치 또는 복잡한 사실에 대한 분석과 비판은 교육현상에 대해 깊게 이해하는 데에 필수적이다. 둘째, 교육철학은 가치선택의 기준을 제공해 준다. 현대교육에서 과학적인 정확성과 실용적인 능률을 무시할 수 없지만, 때로는 더 높은 가치를 위해서 능률을 포기할 수 있다. 예를 들면 적군에게 포로가 된 한 우군을 구출하기 위해서 1개 중대병력의 생명을 걸고 진격하기로 결심하는 중대장의 의지와 선택 속에서는 실리적인 능률보다 한 전우의 생명과 그 존엄을 중시하는 가치선택의 기준을 찾아볼 수 있다. 셋째, 교육철학은 일관성 있고 장기적이며 종합적인 판단을 하기 위한 노력이다. 현대교육은 단편적인 정확성을 파는 과학적 지식의 소매상이 되어 가고 있다. 그러나 교육은 과거와 현재, 미래라는 연속선상에 놓여 있고 여기에 교육의 역사성·현실성·규범성이 있다.

## 필요성
교육이 성급한 목전의 성과만을 노리고, 직접적 경험에 사로잡혀 원리적 추구도 않고 방향감각을 잃은 채 방황할 때 교육철학이 필요하다. 교육이 형이상학적·인식론적·가치론적인  이해를 결여한 채 한갓 피상적인 기교로 화하고, 깊이있는 사고가 없을 때 교육철학은 그 부족한 점을 보완해 준다. 나아가서 교육이 양적으로 평가되고, 능률과 실용이 극단화하여 의미를 묻는 가치기준이 바로서지 못할 때, 교육철학은 그 가치기준을 설정해 주며, 교육이 자기 것에 대한 정립이나 체계를 세우지 못하고 모방에 의해서 맹목적인 실천을 행사하고 있을 때 교육철학이 요청된다. 한국교육은 그 성장의 역사를 통해서 볼 때 앞에서 말한 모든 문제점을 안고 있는 것으로 생각된다. 그런데도 불구하고 오늘날까지의 한국교육은 교육철학의 빈곤 내지는 교육철학 부재의 상황 속에서 자라 왔다. 교육연구소도 교육철학 부재의 교육과학 일변도 연구소인 경우가 많았고, 교사양성을 위한 교직교육도 교육철학 부재의 교육과정을 운영해 왔다. 교육현실도 교육철학 부재의 즉흥 내지는 직접경험 등 교육과학 위주였다. 이러한 한국교육의 상황 속에서 교육의 더 큰 성장을 위해서는 교육철학이 요청된다. 과거 어떠한 교육방법·교육과정, 심지어는 교육심리까지도 그 당시의 교육철학사상의 주류나 입장이 반영되지 않은 예가 없다. 실용주의에 토대한 듀이의 교육철학 사상은 그 당시 교육의 내용과 방법에 지대한 변화를 일으켰다. 한국 교육철학의 빈곤은 바로 한국교육과정이나 방법의 빈곤과 직결되는 것이다. 건전한 교육철학의 정립 없이는 건전한 교육의 가능성을 생각할 수 없다.

## 같이 보기
- 교육학
- 교육 이론

## 참고 문헌
- 이 문서에는 다음커뮤니케이션(현 카카오)에서 GFDL 또는 CC-SA 라이선스로 배포한 글로벌 세계대백과사전의 내용을 기초로 작성된 글이 포함되어 있습니다.